# كورت كروغر (لاعب كرة قدم)
كورت كروغر (بالألمانية: Kurt Krüger)‏ (4 أكتوبر 1920 في ألمانيا - 19 يناير 2003) هو لاعب كرة قدم ألماني في مركز الوسط. شارك مع منتخب ألمانيا لكرة القدم. أما مع النوادي، فقد لعب مع فورتونا دوسلدورف وهولشتاين كيل.

## وصلات خارجية
- كورت كروغر على موقع قاعدة بيانات كرة القدم.إي يو (الإنجليزية)
- كورت كروغر على موقع ناشيونال فوتبول تيمز (الإنجليزية)
- كورت كروغر على موقع عالم كرة القدم.نت (الإنجليزية)